# Калтаг (аэропорт)

Аэропорт Калтаг (англ. Kaltag Airport), (ИАТА: KAL, ИКАО: PAKV, FAA LID: KAL) — государственный гражданский аэропорт, расположенный в 1,85 километрах к юго-западу от центрального делового района города Калтаг (Аляска), США.

## Операционная деятельность
Аэропорт Калтаг занимает площадь в 118 гектар, расположен на высоте 55 метров над уровнем моря и эксплуатирует одну взлётно-посадочную полосу:
- 3/21 размерами 1215 х 30 метров с гравийным покрытием.